# Striaptera cinnamomeus
Striaptera cinnamomeus är en fjärilsart som beskrevs av George Thomas Bethune-Baker 1908. Striaptera cinnamomeus ingår i släktet Striaptera och familjen nattflyn. Inga underarter finns listade i Catalogue of Life.